# Marsa (Francia)
Marsa è un comune francese di 27 abitanti situato nel dipartimento dell'Aude nella regione dell'Occitania.

## Società

### Evoluzione demografica
Abitanti censiti